# Sant Feliu Sasserra
Sant Feliu Sasserra (spanisch San Felíu Saserra) ist ein Ort und eine Gemeinde (municipio) mit 629 Einwohnern (Stand: 2024) in der Comarca Bages in der Provinz Barcelona in der Autonomen Region Katalonien.

## Lage
Sant Feliu Sasserra liegt in einer Höhe von etwa 615 m auf dem Westufer des Riu Llobregat, in den hier der Cardener mündet, in der Kulturlandschaft Pla de Bages. Barcelona liegt etwa 60 Kilometer südlich.

## Bevölkerungsentwicklung
| Jahr      | 1960 | 1970 | 1981 | 1991 | 2001 | 2011 | 2021 |
| Einwohner | 729  | 591  | 674  | 654  | 653  | 669  | 617  |

## Wirtschaft
Früher lebten die Einwohner hauptsächlich als Selbstversorger von der Landwirtschaft, zu der auch der Anbau von Wein und die Haltung von Vieh gehörte. Im ausgehenden 18. und frühen 19. Jahrhundert entwickelte sich die Region Pla de Bages zu einem bedeutenden Weinbaugebiet, doch hatten die Gemeinden deshalb ganz besonders unter der Reblauskrise zu leiden. Die im Ort ansässige Textilindustrie sorgte bis in die Mitte des 20. Jahrhunderts für Arbeitsplätze. In den letzten Jahrzehnten siedelten sich kleinere Handwerks- und Industriebetriebe an.

## Sehenswürdigkeiten

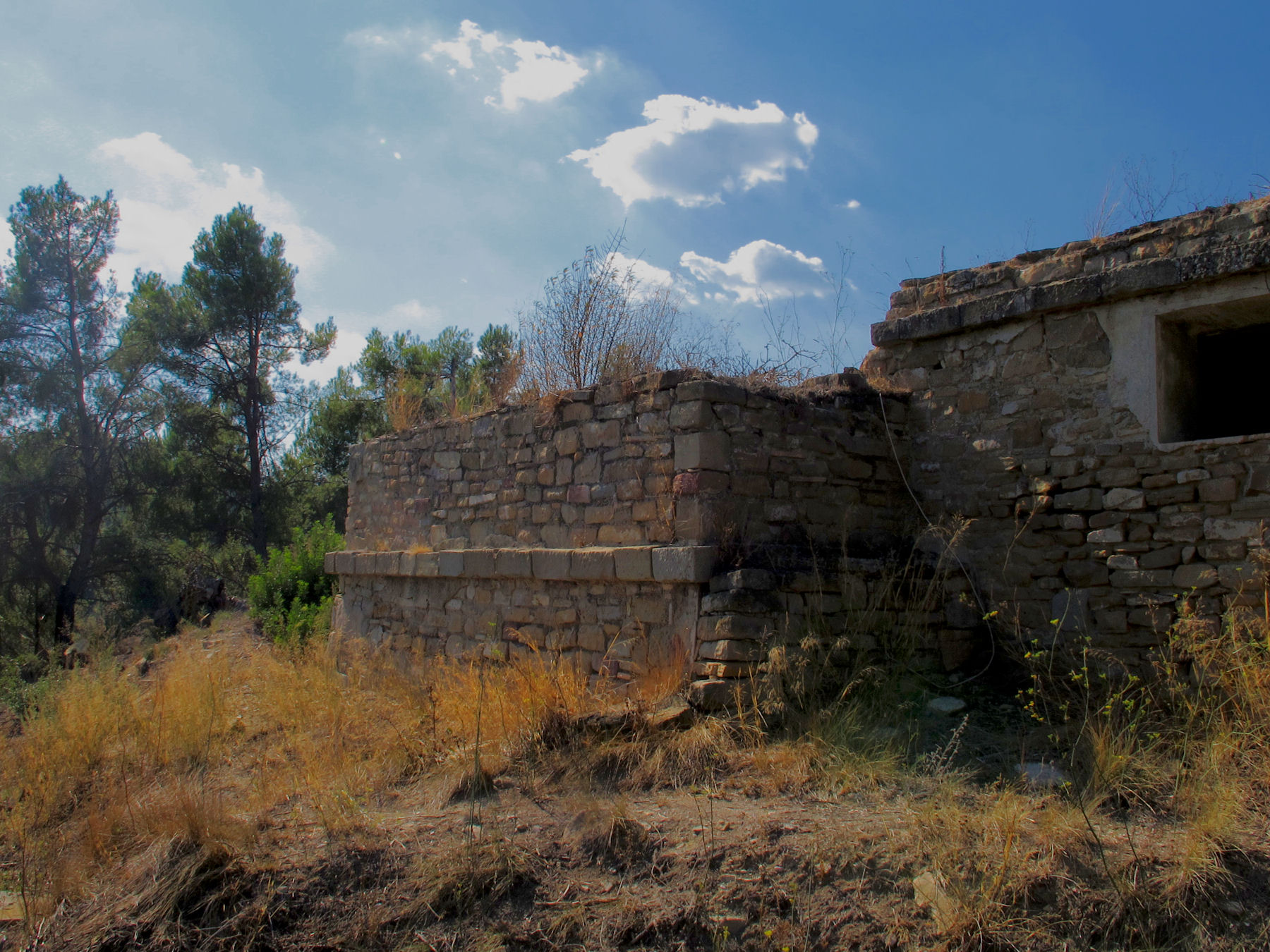
Burgreste
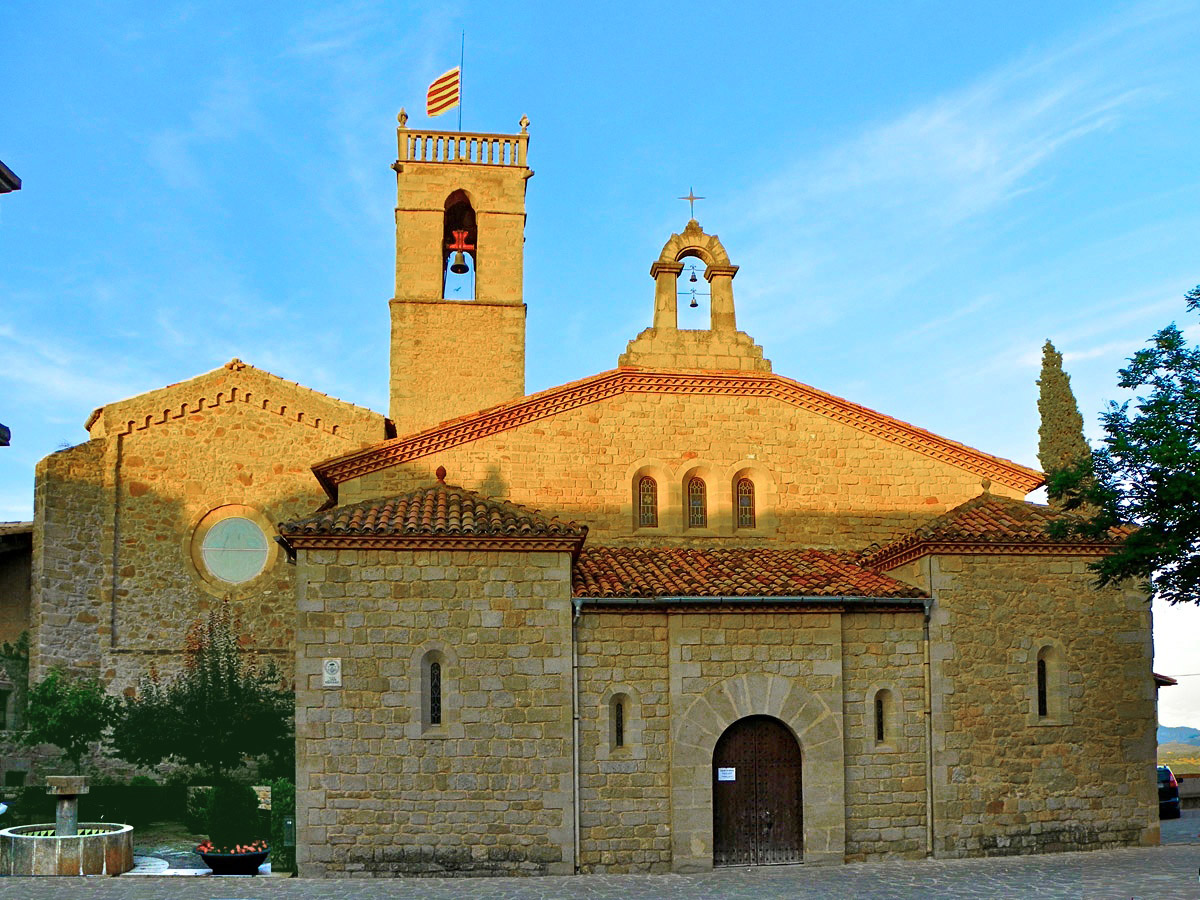
Felixkirche
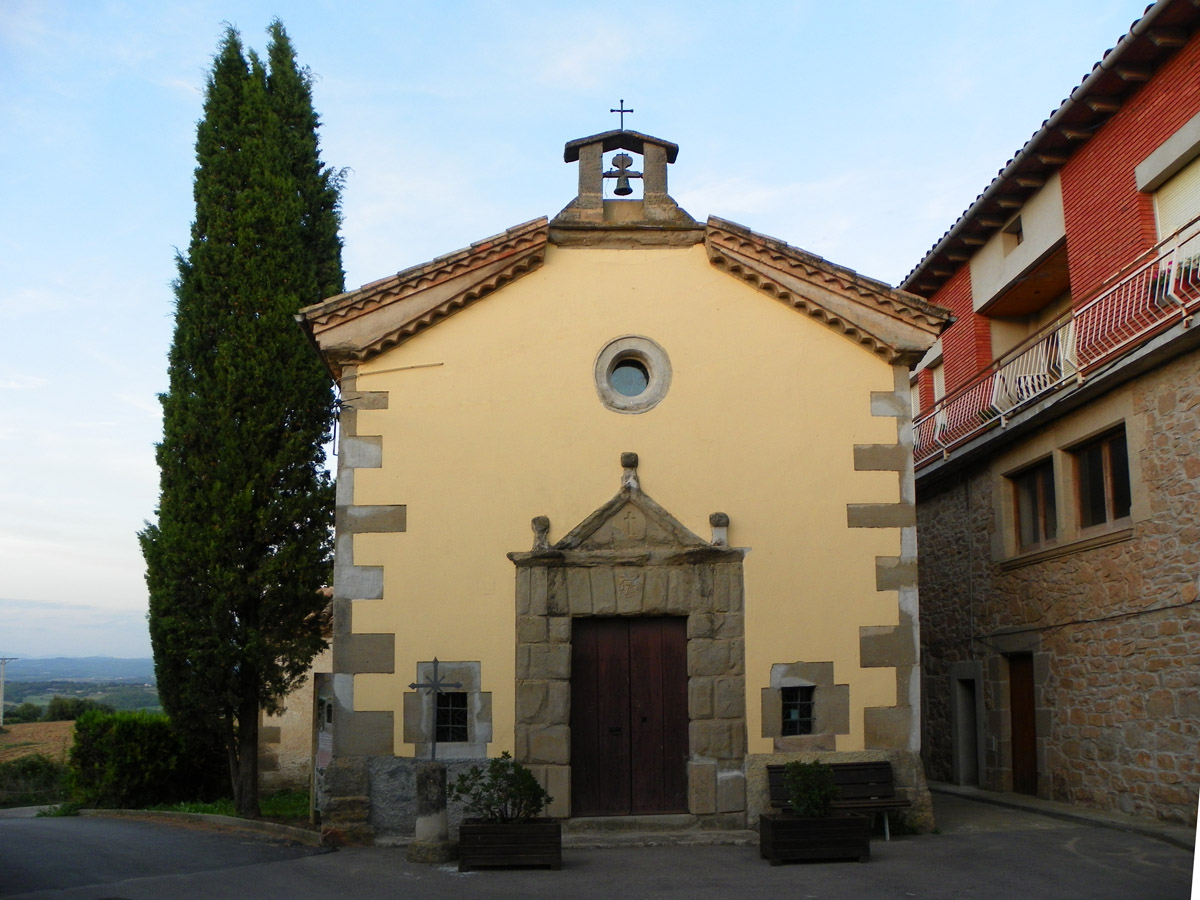
Magdalenenkapelle
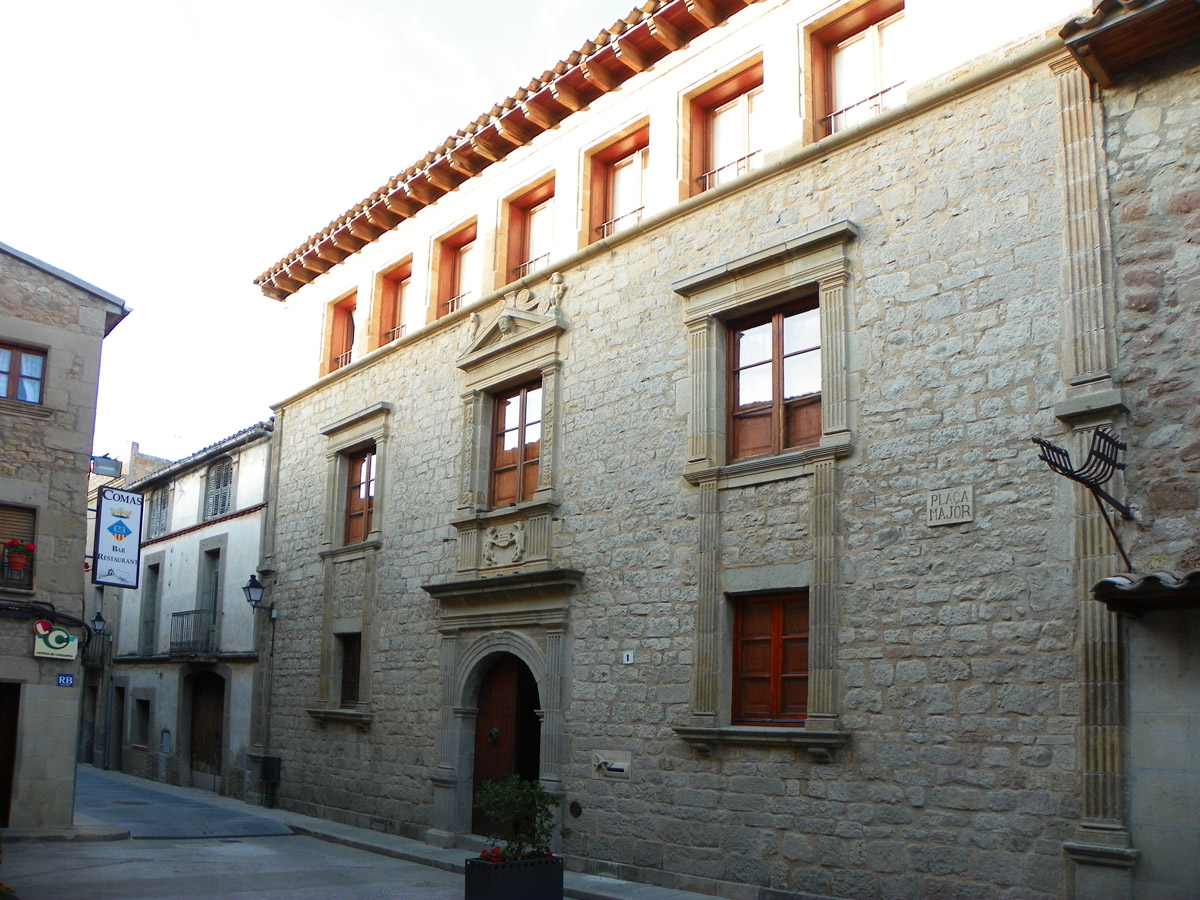
Rathaus

- Margaritenkapelle (Klosterreste)

- Burgreste
- Felixkirche
- Magdalenenkapelle
- Rathaus

## Persönlichkeiten
- Pierre Almató (1830–1861), Dominikanermönch, Märtyrer von Tonkin